# Jan Porcellis

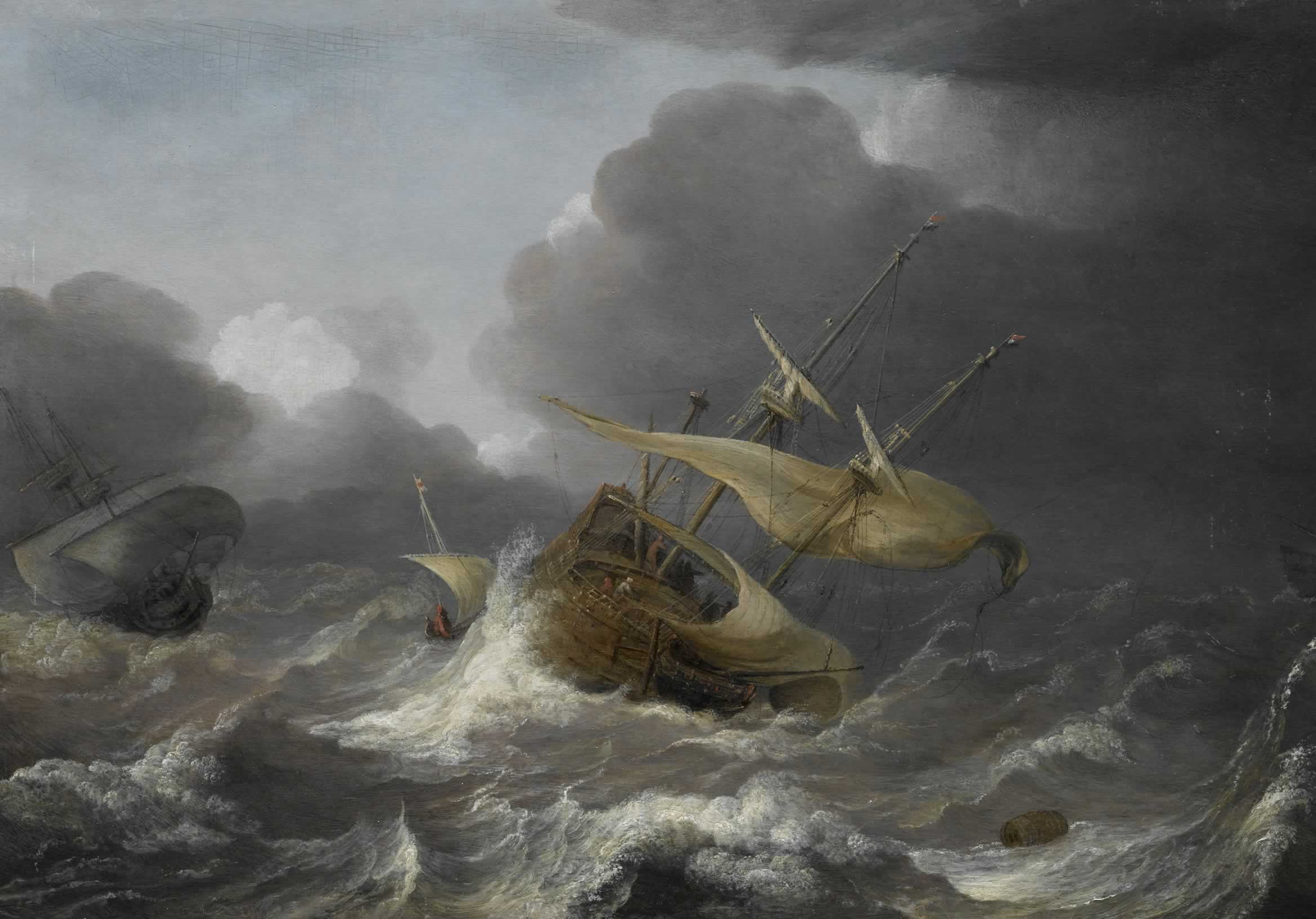
Nave olandese durante una tempesta, 1620 circa, National Maritime Museum, Greenwich, Londra

Jan Porcellis (Gand, 1580/1584 circa – Zoeterwoude, 29 gennaio 1632) è stato un pittore olandese, specializzato nelle vedute marine.

## Biografia
Figlio del pittore Julius Porcellis, fu probabilmente discepolo, a Haarlem, dello specialista di vedute marine Hendrick Cornelisz Vroom. Divenuto maestro indipendente, fu un artista molto prolifico, che lavorò ad Anversa, Rotterdam, Voorburg e infine Zoeterwoude, presso Leida, dove morì nel 1632.
Nelle sue prima opere è più evidente l'influenza del maestro, con la cura del colore e del dettaglio unita a una certa sobrietà generale. In seguito sviluppò un senso sempre più drammatico, con le vedute animate da movimenti bruschi dovuti alle condizioni atmosferiche, a cui fanno da contraltare vedute più quiete dalla composizione più semplice, avvolte da un'atmosfera luminosa. Queste ultime opere fanno parte del suo periodo cosiddetto "tonale", in cui la tavolozza si ridusse a pochi colori essenziali (grigio, marrone, verde), e che portarono il genere della marina olandese all'attenzione internazionale. 
Nelle sue opere spesso l'orizzonte piatto comunica l'idea di spazio espanso, con un cielo incombente e con la luce che filtra dalle nubi: idee non applicate da lui per la prima volta, ma che combinate ne fecero il suo marchio di fabbrica, molto apprezzato in patria e all'estero.